# Syllis rudolphi
Syllis rudolphi är en ringmaskart som beskrevs av Delle Chiaje 1841. Syllis rudolphi ingår i släktet Syllis och familjen Syllidae. Inga underarter finns listade i Catalogue of Life.